# Glenn Carter
Glenn Carter (Staffordshire, 27 marzo 1964) è un attore e cantante britannico.

## Biografia
Glenn Carter è nato nello Staffordshire e ha studiato all'Arts Educational School di Londra. Ha recitato sulle scene londinesi a partire dagli anni novanta, apparendo nei teatri del West End nel cast di musical come Grease, Les Misérables e Joseph and the Amazing Technicolor Dreamcoat. Nel 1996 si è unito al cast di un revival del West End di Jesus Christ Superstar nel ruolo di Simone lo Zelota e successivamente rimpiazzò Steve Balsamo nel ruolo di Gesù.
Il ruolo di Gesù si rivelò la parte di maggior successo per l'attore, che tornò ad interpretare Cristo anche a Broadway e in un adattamento televisivo nel 2000 e poi ancora a Francoforte sul Meno nel 2016. Dopo l'esperienza a Broadway, nei primi anni duemila Carter è tornato a recitare sulle scene britanniche, apparento in classici del teatro di prosa e musicale come Come vi piace e Company. Nel 2008 è tornato a recitare nel West End nella prima londinese di Jersey Boys, in cui ha interpretato il ruolo di Tommy DeVito per due anni consecutivi.
È un credente del movimento raeliano dal 2002.

## Filmografia

### Televisione
- Great Performances - serie TV, 1 episodio (2000)
- Metropolitan Police - serie TV, 1 episodio (2003)
- Doctors - serie TV, 1 episodio (2006)
- Psychoville - serie TV, 1 episodio (2009)
- Hollyoaks - serie TV, 1 episodio (2017)
- Humans - serie TV, 1 episodio (2018)